# Kevin Costner
Kevin Michael Costner (* 18. ledna 1955, Lynwood) je americký herec, zpěvák, režisér a producent. Jedním z jeho nejúspěšnějších filmů je Tanec s vlky (1990), který vyhrál sedm Oscarů. Kromě filmu se věnuje také hudbě a zpěvu. Je držitelem dvou cen Oscar, tří Zlatých Glóbů, jedné ceny Emmy a dvou Cen Sdružení filmových a televizních herců.

## Osobní život

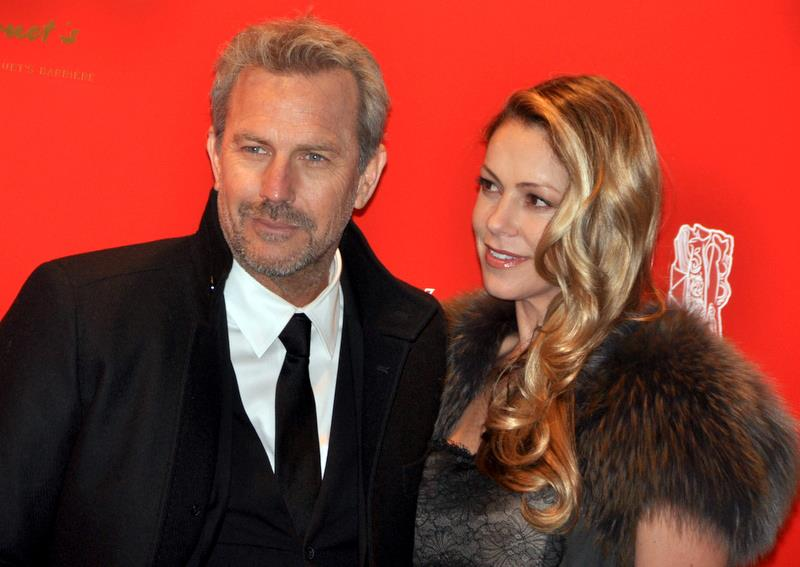
Costner a Christine Baumgartnerová (2013)

Narodil se 18. ledna 1955 v Lynwoodu v Kalifornii do rodiny manažera veřejných služeb Williama von Costnera (1924–2000) a jeho ženy sociální pracovnice Sharon Rae Costner, rozené Tedrick (1928–1998). Narodil se jako nejmladší ze tří sourozenců, z nichž druhý zemřel při narození. Vyrostl v Comptonu. Navštěvoval Mt. Whitney High School ve Visalii, pak pokračoval na Willa Park High School v městě Ventura, kde v roce 1973 středoškolské vzdělání ukončil. Titul BA v marketingu a financích získal v roce 1978 na California State University ve Fullertonu.
V roce 1975 začal chodit se svou spolužačkou Cindy Silvou, kterou si po třech letech vzal. Během jejich manželství se jim narodily tři děti –⁠ Anne (* 1984), Lily (* 1986) a Joea (* 1988). Rozvedli se v roce 1994 po 16 letech manželství. Ze vztahu s Bridget Rooneyovou má nemanželského syna Liama (* 1996). Poté byl ve vztahu s aktivistkou Birgit Cunningham a modelkou Elle Macphersonovou.
Od září roku 2004 byla Costnerovou manželkou modelka Christine Baumgartner. Pár má spolu tři děti –⁠ Caydena (* 2007), Hayese (* 2009) a Grace (* 2010). V květnu 2023 oznámili rozvod, který byl dokončen v únoru 2024.

## Filmografie
| Rok  | Název                                    | Role                  | Poznámka                             |
| ---- | ---------------------------------------- | --------------------- | ------------------------------------ |
| 1982 | Honba za sny                             | Ed                    |                                      |
| 1982 | Noční směna                              | Kluk na vysoké škole  |                                      |
| 1982 | Struggle                                 | Joe, policista        | studentský film                      |
| 1982 | Frances                                  | Luther (muž v uličce) |                                      |
| 1983 | Stacy's Knights                          | Will Bonner           |                                      |
| 1983 | Stůl pro pět                             | manžel                |                                      |
| 1983 | The Big Chill                            | Alex                  | scény vymazány                       |
| 1983 | Testament                                | Phil Pitkin           |                                      |
| 1984 | Střílej, abys přežil                     | Ted                   |                                      |
| 1985 | Fandango                                 | Gardner Barnes        |                                      |
| 1985 | Silverado                                | Jake                  |                                      |
| 1985 | Vítězové                                 | Marcus Sommers        |                                      |
| 1986 | Žhavá pláž U.S.A.                        | John Logan            |                                      |
| 1986 | Černající stíny                          | Jimmy Scott           |                                      |
| 1987 | Neúplatní                                | Eliot Ness            |                                      |
| 1987 | Bez východiska                           | Tom Farrell           |                                      |
| 1988 | Durhamští Býci                           | Crash Davis           |                                      |
| 1989 | Hřiště snů                               | Ray Kinsella          |                                      |
| 1990 | Pomsta                                   | Michael 'Jay' Cochran | také výkonný producent               |
| 1990 | Tanec s vlky                             | nadporučík Dunbar     | také režisér a producent             |
| 1991 | Madonna: Truth or Dare                   | sám sebe              | dokumentární                         |
| 1991 | Robin Hood: Král zbojníků                | Robin z Locksley      |                                      |
| 1991 | JFK                                      | Jim Garrison          |                                      |
| 1992 | Amazing Stories: Book One                | kapitán               | archivní stopáž                      |
| 1992 | Oliver Stone: Inside Out                 | sám sebe              | dokumentární                         |
| 1992 | Beyond 'JFK': The Question of Conspiracy | sám sebe              | dokumentární                         |
| 1992 | Osobní strážce                           | Frank Farmer          | také producent                       |
| 1993 | Dokonalý svět                            | Robert 'Butch' Haynes |                                      |
| 1994 | A Century of Cinema                      | sám sebe              | dokumentární                         |
| 1994 | Wyatt Earp                               | Wyatt Earp            |                                      |
| 1994 | Strom snů                                | Steven Simmons        |                                      |
| 1995 | Vodní svět                               | Mariner               | také producent                       |
| 1996 | Zelený svět                              | Roy 'Tin Cup' McAvoy  |                                      |
| 1997 | Sean Connery, An Intimate Portrait       | sám sebe              | dokumentární                         |
| 1997 | Posel budoucnosti                        | pošťák                | také režisér a producent             |
| 1999 | Vzkaz v láhvi                            | Garret Blake          | také producent                       |
| 1999 | Hra snů                                  | Billy Chapel          |                                      |
| 1999 | Boxeři                                   | fanoušek              | cameo                                |
| 2000 | Třináct dní                              | Kenny O'Donnell       | také producent                       |
| 2001 | 3000 mil na útěku                        | Thomas J. Murphy      |                                      |
| 2001 | Road to Graceland                        | Murphy (hlas)         | krátký animovaný film                |
| 2002 | Na křídlech vážky                        | Joe Darrow            |                                      |
| 2003 | Krajina střelců                          | Charlie Waite         | také režisér a producent             |
| 2005 | Vztekle tvá                              | Denny Davies          |                                      |
| 2005 | Co je šeptem...                          | Beau Burroughs        |                                      |
| 2006 | Záchranáři                               | Ben Randall           |                                      |
| 2007 | Mr. Brooks                               | Mr. Earl Brooks       | také producent                       |
| 2008 | Správná volba                            | Bud Johnson           | také producent                       |
| 2009 | Nová dcera                               | John James            |                                      |
| 2010 | Manažeři                                 | Jack Dolan            |                                      |
| 2013 | Muž z oceli                              | Jonathan Kent         |                                      |
| 2014 | Velký draft                              | Sonny Weaver Jr.      |                                      |
| 2014 | Jack Ryan: V utajení                     | Thomas Harper         |                                      |
| 2014 | Black and White                          | Elliot Anderson       |                                      |
| 2014 | 3 dny na zabití                          | Ethan Renner          |                                      |
| 2015 | McFarland: Útěk před chudobou            | Jim White             |                                      |
| 2016 | Skrytá čísla                             | Al Harrison           |                                      |
| 2016 | Criminal: V hlavě zločince               | Jericho Stewart       |                                      |
| 2016 | Batman vs. Superman: Úsvit spravedlnosti | Jonathan Kent         | cameo                                |
| 2017 | Velká hra                                | Larry Bloom           |                                      |
| 2019 | Umění tančit v dešti                     | Enzo                  | pouze hlas                           |
| 2019 | Dálniční hlídka                          | Frank Hamer           |                                      |
| 2020 | Nechte ho jít                            | George Blackledge     | také producent                       |
| 2021 | Liga spravedlnosti Zacka Snydera         | Jonathan Kent         |                                      |
| 2024 | Horizont: Americká sága                  | Hayes Ellison         | také režisér, producent a scenárista |